# Двигун V12

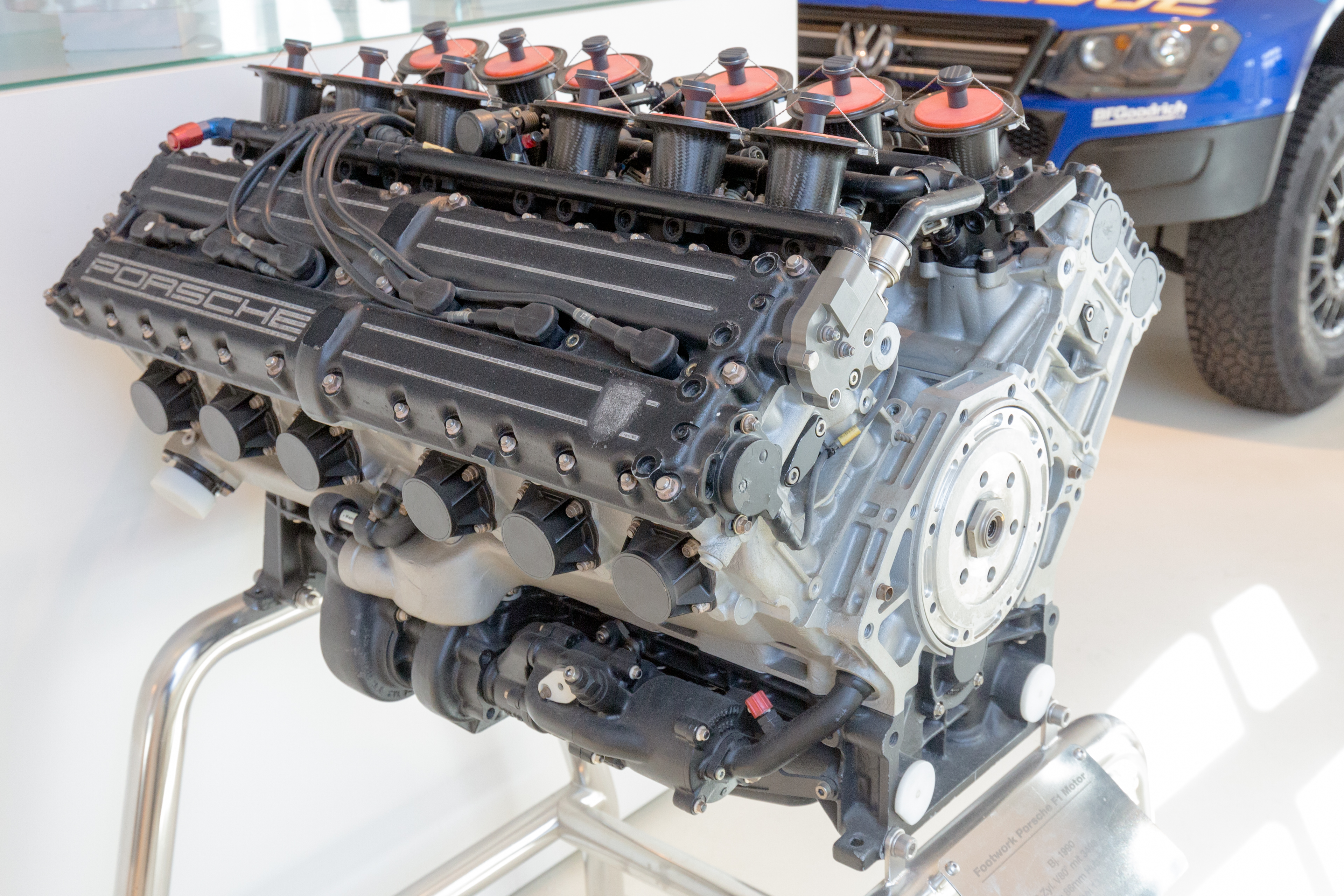
Двигун Porsche 3512 Formula One 1991 року

Двигун V12 — дванадцятициліндровий поршневий двигун, у якому два ряди з шести циліндрів розташовані у формі V навколо спільного колінчастого вала. Двигуни V12 є більш поширеними, ніж двигуни V10. Однак вони менш поширені, ніж двигуни V8.
Перший двигун V12 був побудований у 1904 році для використання в гоночних човнах. Завдяки збалансованості двигуна та плавній передачі потужності двигуни V12 використовувалися в перших розкішних автомобілях, човнах, літаках і танках. Авіаційні двигуни V12 досягли свого апогею під час Другої світової війни, після чого їх в основному замінили реактивні двигуни. У гонках Формули-1 двигуни V12 були поширеними в кінці 1960-х і на початку 1990-х років.
Двигуни V12 у 21-му столітті використовувалися як морські двигуни, у залізничних локомотивах, як великі стаціонарні двигуни, а також у деяких європейських спортивних і розкішних автомобілях.

## Дизайн

### Баланс і гладкість
Кожна група двигуна V12 по суті функціонує як рядний шестициліндровий двигун, який сам по собі має ідеальний первинний і вторинний баланс двигуна. Використовуючи правильний V-кут, двигун V12 може мати ідеальний баланс. Рівномірний порядок запалювання для чотиритактного двигуна V12 має інтервал 60 градусів, тому двигун V12 може бути ідеально збалансований, лише якщо використовується V-кут 60 градусів. Багато двигунів V12 використовують V-подібний кут 60 градусів між двома рядами циліндрів. Були виготовлені двигуни V12 з іншими V-кутами, іноді з використанням розділених шатунів для зменшення незбалансованої вібрації. Недоліки двигунів V12 включають додаткову вартість, складність, втрати на тертя, а також зовнішній розмір і вагу порівняно з двигунами з меншою кількістю циліндрів.
У будь-який момент часу три циліндри двигуна V12 знаходяться в такті, що підвищує плавність подачі потужності, усуваючи проміжки між імпульсами потужності.
Двигун V12 із V-кутом 180 градусів часто називають двигуном Flat-Twelve (або «boxer 12»). Однак ця термінологія є неправильною для більшості двигунів V12 зі 180-градусним поворотом, оскільки вони використовують спільні шатунні шатуни і тому не налаштовані як оппозитні двигуни.
Теоретично, обертові частини гоночного двигуна V12 можуть бути легшими, ніж поперечний двигун V8 подібного робочого об’єму, оскільки двигун V12 не вимагає противаг на колінчастому валу або такої ж інерційної маси для маховика. Крім того, вихлопна система двигуна V12 набагато простіша, ніж необхідна для поперечного двигуна V8 для досягнення імпульсного налаштування вихлопних газів. Однак використання двигунів V12 в автоперегонах є рідкістю в 21 столітті.

### Розмір і водотоннажність
60-градусний двигун V12 зазвичай вужчий, ніж 90-градусний двигун V6 або V8 аналогічного об’єму. Однак двигун V12 зазвичай довший за двигуни V6 і V8. Додаткова довжина часто ускладнює встановлення двигуна V12 у легковий автомобіль, але довжина зазвичай не є проблемою для вантажівок і стаціонарних установок. Завдяки меншій ширині двигун V12 використовується як двигуни для локомотивів, броньованих танків і суден. У цих застосуваннях ширина двигуна обмежена вузькими зазорами між залізницею або шириною вулиць, тоді як довжина транспортного засобу є більш гнучкою.
У двогвинтових човнах два двигуни V12 можуть бути досить вузькими, щоб сидіти поруч, тоді як три двигуни V12 іноді використовуються у високошвидкісних конфігураціях із трьома гвинтами. Великі швидкісні круїзні лайнери можуть мати шість або більше двигунів V12. В історичних винищувачах і бомбардувальниках з поршневими двигунами довга, вузька конфігурація V12, яка використовувалася у високопродуктивних літаках, робила їх більш обтічними, ніж інші двигуни, особливо короткий, широкий радіальний двигун.

## Використання на морських суднах

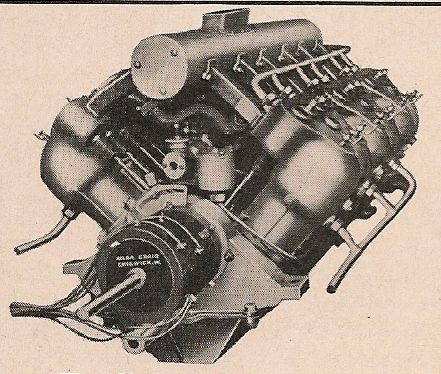
1904 Craig-Dörwald, двигун гоночного човна

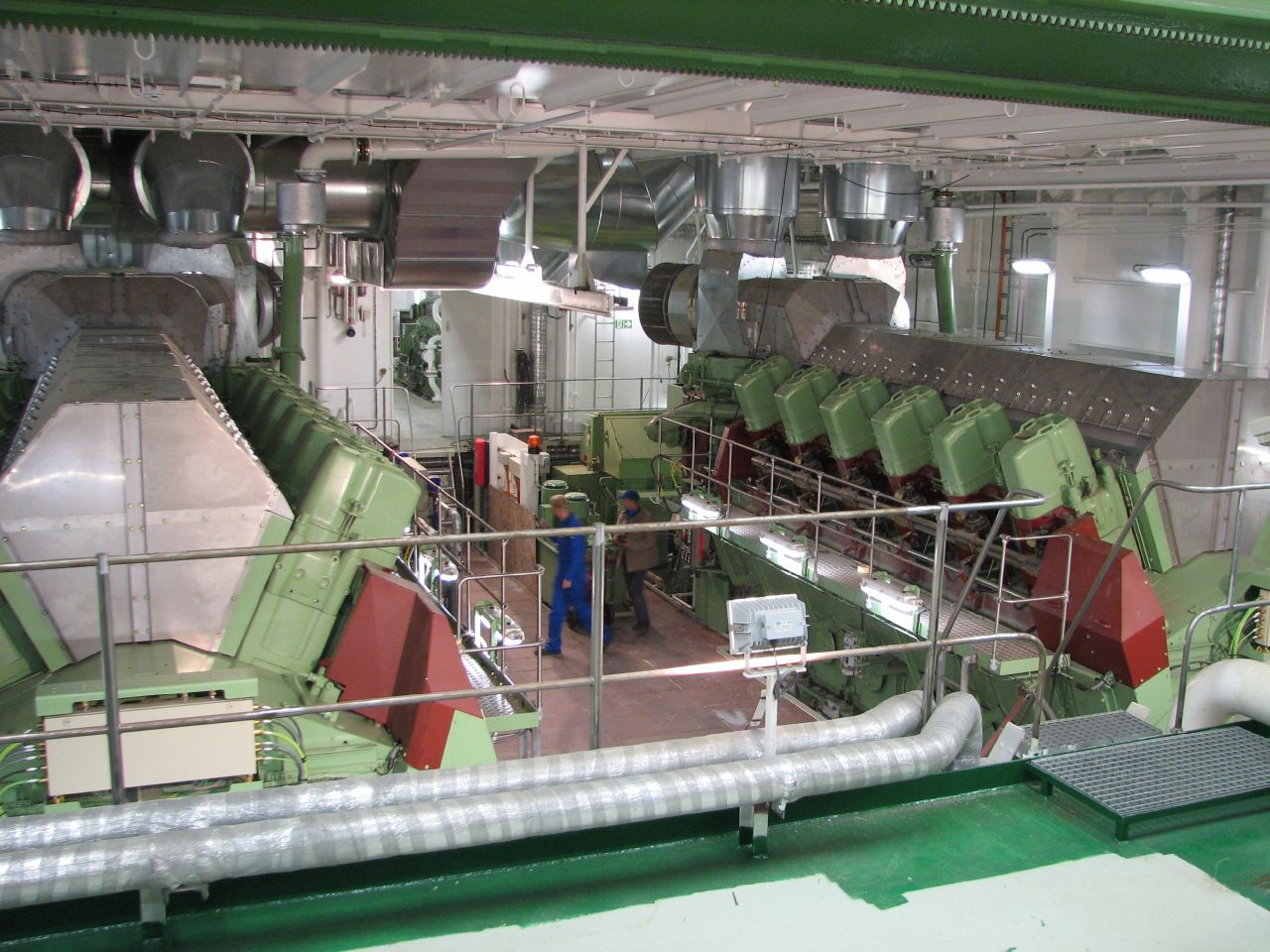
Два великих суднових двигуна

Перший V-подібний двигун (конструкція V-twin) був побудований Daimler в 1889 році, потім перший двигун V8 був побудований Антуанеттою в 1903 році. За ними в 1904 році з’явився перший двигун V12, який був виготовлений Putney Motor Works у Лондоні для використання в гоночних човнах. Двигун V12, відомий як двигун Крейга-Дервальда на честь партнерів-засновників Патні , базувався на наявному двоциліндровому двигуні Патні з плоскою конструкцією, V-кутом 90 градусів і алюмінієвим картером. Як і в багатьох морських двигунах, розподільний вал можна було ковзати поздовжньо, щоб зачепити другий набір кулачків, забезпечуючи фази газорозподілу, які змінювали обертання двигуна для досягнення заднього ходу. Двигун мав робочий об'єм 18,4 л (1120 куб. дюймів) вага 430 кг (950 фунтів) і розроблений 12 м (40 фут) гоночні човни, але мало відомо про його гоночні досягнення.
Ще два V12 з'явилися в сезоні гонок на моторних човнах 1909-1910 років. Lamb Boat & Engine Company у Сполучених Штатах побудувала 25,5 л (1559 куб. дюймів) двигун для компанії 10 м (32 фути) човен «Lamb IV». Orleans Motor Company побудувала величезний 56,8 л (3464 кубічних дюймів) двигун V12 з плоскою головкою, вихідна потужність якого вказана як "майже 298 кВт (400 к.с.) ". У 1914 році Panhard побудував два 38,6 л (2356 куб. дюймів) двигуни V12 з чотирма клапанами на циліндр, які були розроблені для використання в гоночних човнах.
Великі дизельні двигуни V12 є звичайними сучасними круїзними лайнерами, які можуть мати до шести таких двигунів. Прикладом морського двигуна V12, який зараз випускається, є двигун Wärtsilä 46F, де версія V12 має робочий об’єм 1157 л (70 604 куб. дюймів) і вихідною потужністю 14 400 кВт (0 к.с.).

## Використання в літаках

### 1900-1930-ті роки
Через п’ять років після появи першого двигуна V12 компанія Renault представила перший двигун V12 для літаків у 1909 році. Цей двигун мав V-подібний кут 60 градусів, повітряне охолодження та розташування клапана впуску над випуском (F-головка). Він мав робочий об’єм 12,2 л (740 куб. дюймів), вага 350 кг (772 фунтів) і вироблено 103 кВт (138 к.с.) при 1800 об/хв. Пропелер приводився в рух від переднього кінця розподільного вала, обертаючи таким чином швидкість гвинта на половину швидкості типового гвинта з приводом колінчастого вала, щоб підвищити ефективність гвинта. Двигун Renault був схожий на RAF 4 та його похідні, , який використовувався різними британськими військовими літаками під час Першої світової війни. Двигун RAF 4 мав робочий об’єм 13,2 л (806 куб. дюймів) важив 289 кг (637 фунтів) і потужність 104 кВт (140 к.с.) при 1800 об/хв.
У березні 1914 року прототип двигуна Sunbeam Mohawk V12 був представлений у Сполученому Королівстві на основі гоночного двигуна «Toodles V». Виробнича версія була оцінена в 168 кВт (225 к. с.) при 2000 об/хв, що зробило його найпотужнішим авіаційним двигуном у Великій Британії на початку Першої світової війни. Під час і після Першої світової війни різні компанії в Сполучених Штатах виробляли двигун Liberty L-12. В Австрії двигуни Austro Daimler V12 використовувалися на великих літаючих човнах Військово-повітряних сил і виготовили до 257 кВт (345 к.с.). До кінця Першої світової війни двигуни V12 добре зарекомендували себе в авіації, оснащуючи деякі з найновіших і найбільших винищувачів і бомбардувальників.
Після Першої світової війни багато цепелінів використовували двигуни V12, виготовлені Maybach і Daimler. Двигуни V12 забезпечили перші трансатлантичні переправи літаючих човнів Curtiss NC (з використанням чотирьох двигунів Liberty L-12), перші безпосадочні трансатлантичні переправи Vickers Vimy (з використанням двох двигунів Rolls-Royce Eagle) і перші трансатлантичні переправи дирижабль у дирижаблі класу R-34 (з використанням п'яти двигунів Sunbeam Maori).

### 1940-х років по теперішній час

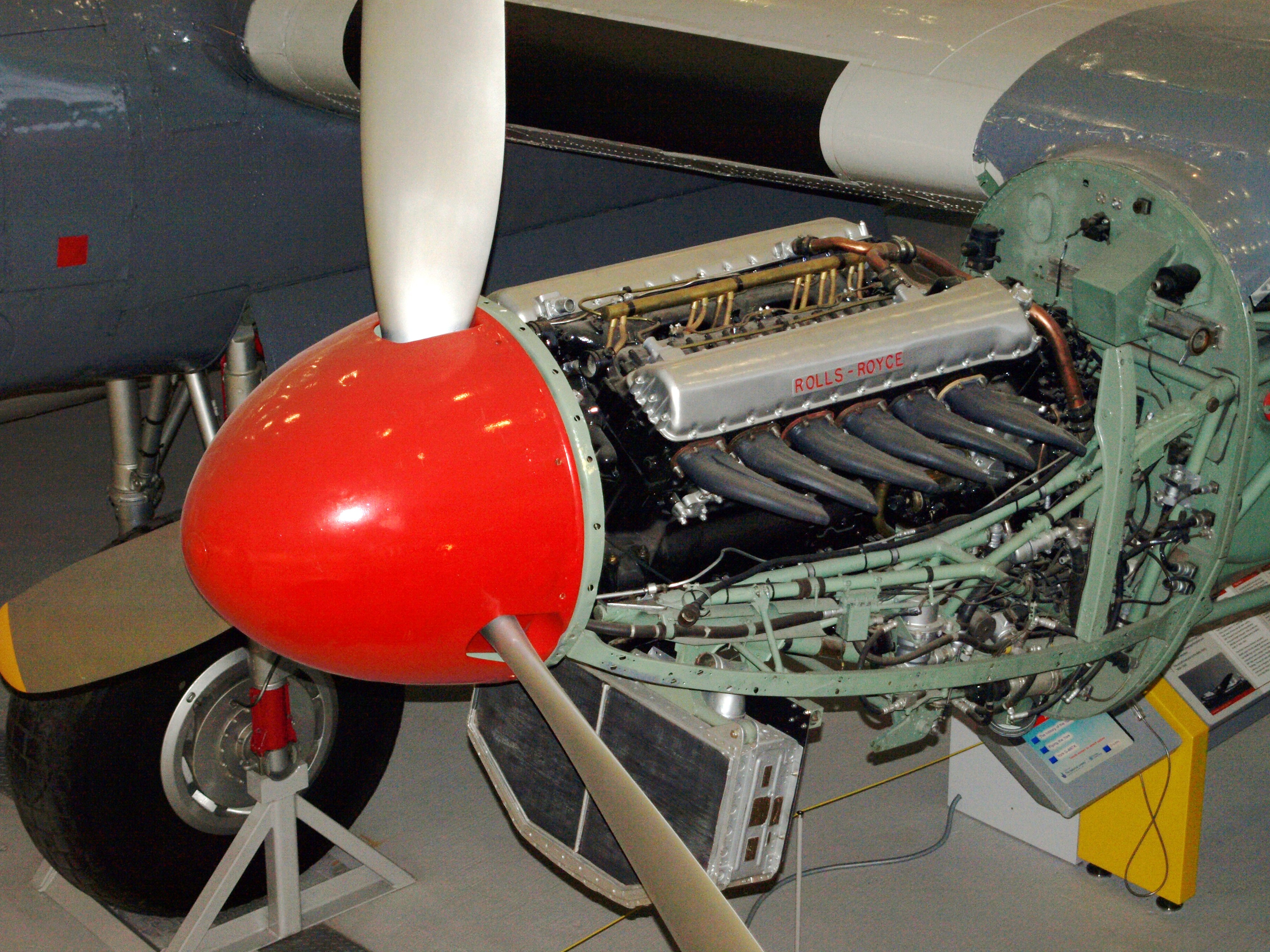
Двигун літака Rolls-Royce Merlin 1946 року в Avro York

Двигуни V12 досягли свого апогею під час Другої світової війни з такими двигунами, як британські Rolls-Royce Merlin і Rolls-Royce Griffon, радянські Klimov VK-107 і Mikulin AM-38, американські Allison V-1710 і німецькі Daimler-Benz. DB 600 і Junkers Jumo. Ці двигуни виробляли близько 750 кВт (1000 к.с.) на початку війни і понад 1 100 кВт (1 500 к.с.) на кінцевій стадії еволюції. Таке швидке збільшення вихідної потужності відбулося завдяки таким технологіям, як багатошвидкісні нагнітачі та високооктанове паливо, а компонування V12 було прийнято через низький рівень вібрації, щоб потужні двигуни не розривали легкі планери винищувачів.

### 1910-ті роки

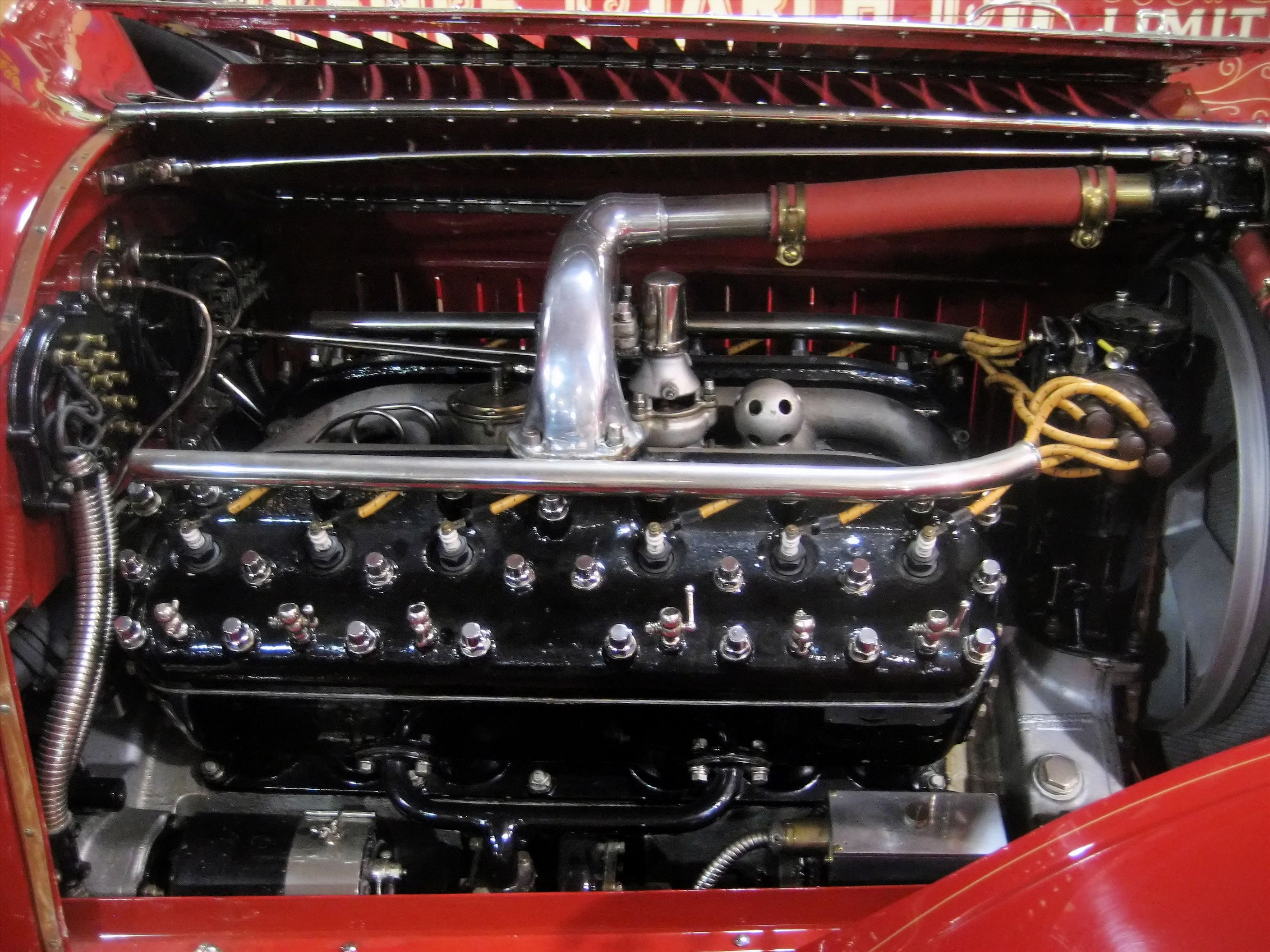
Двигун Packard Twin Six 1916 року

Одне з найперших зареєстрованих випадків використання двигунів V12 в автомобілях відбулося в жовтні 1913 року, коли гоночний автомобіль, виготовлений на замовлення, змагався на трасі Бруклендс у Сполученому Королівстві. Автомобіль був створений Луїсом Коаталеном, який був головним інженером Sunbeam Motor Car Company. Він був названий «Toodles V» (на честь улюбленого імені Коаталена для своєї дружини) і досяг кількох рекордів швидкості в 1913 і 1914 роках. Двигун V12 мав робочий об'єм 9,0 л (549 куб. дюймів), алюмінієвий картер, чавунні циліндри з L-подібними камерами згоряння, клапанним механізмом з кулачком і V-подібним кутом 60 градусів. Кожен блок двигуна складався з двоциліндрових блоків по три циліндри в кожному. Клапанний зазор встановлювався шляхом шліфування відповідних деталей, двигуну бракувало будь-яких простих засобів регулювання. Це відображало намір двигуна пізніше використовувати в літаках, оскільки слід було уникати будь-яких методів регулювання, які могли піти не так під час польоту. У початковому стані V12 мав потужність 150 кВт (200 к.с.) при 2400 об/хв і важив приблизно 340 кг (750 фунтів).

### 1920-1940-ті роки

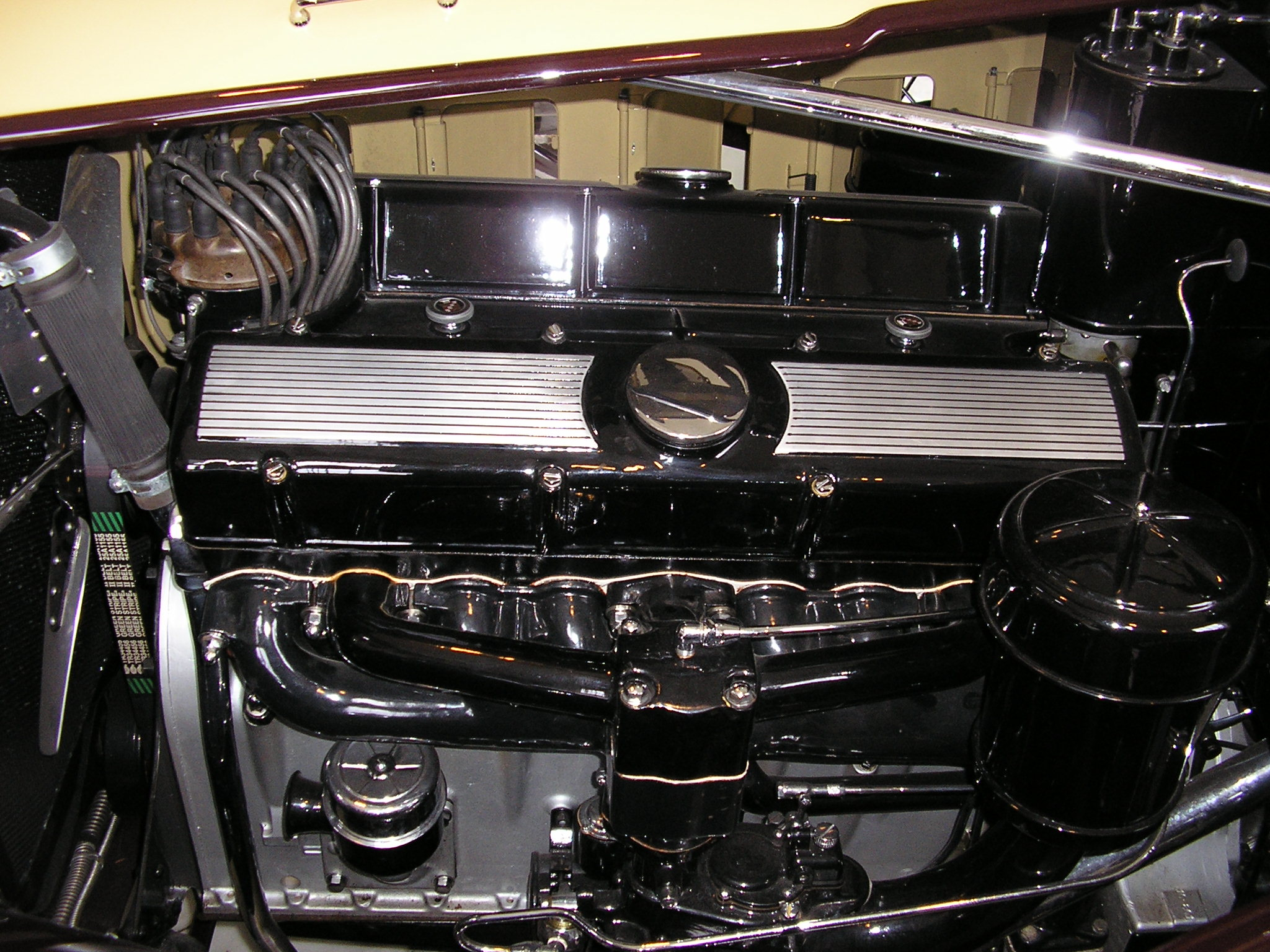
Двигун Cadillac Series 370A 1931 року

Наприкінці 1920-х років кількість марок, що пропонують двигуни V12 для своїх легкових автомобілів, зросла і досягла піку в 1930-х роках. Відсутність вібрації та звуку, властива плавність ходу та підвищена потужність були названі ключовими перевагами двигунів V12. Автомобільний бензин, вироблений у 1920-х і 1930-х роках, мав нижче октанове число, що призводило до нижчих показників продуктивності двигуна, а віброізолюючі кріплення двигуна рідко встановлювалися на легкових автомобілях у 1920-х і на початку 1930-х років. Додавання більшої кількості циліндрів до двигуна було одним із кількох методів підвищення продуктивності.
Європейські легкові автомобілі з двигунами V12 були:
- Fiat 520 'Superfiat' (1921–1922)
- Daimler Double-Six (кілька моделей, виготовлених у різний час з 1926 по 1938 рік)
- Horch 12 (1931–1934)
- Hispano-Suiza J12 (1931–1938)
- Maybach Zeppelin DS 7 (1928–1930) і DS 8 (1930–1938)
- Rolls-Royce Phantom III (1936–1939)
- Tatra 80 (1931–1935)

Американські легкові автомобілі з двигунами V12 були:
- Auburn V-12 Speedster (1932–1934)[11]
- Cadillac V-12 (1931–1937)
- Франклін V-12 (1932–1934)[12]
- Lincoln K-серія/модель K (1931–1940)
  - Звичай (1941–1942)
  - Континентальний (1940–1948)
- Lincoln-Zephyr V-12 (1936–1942)
  - H-серія (1946–1948)
- Packard Twin Six (1916–1923 та 1932)
  - Packard 905 (1916–1923)
  - Packard Twelve (1933–1939)
- Пірс-Ероу Дванадцять (1932–1938)[13]
  - Пірс Срібна стріла (1933)

Економічні труднощі, спричинені Великою депресією, означали, що всі американські автовиробники, крім Lincoln, припинили виробництво двигунів V12 до кінця 1930-х років. Lincoln самі припинили виробництво V12 у 1948 році, і з тих пір жоден американський автовиробник не створював двигуни V12. Удосконалення конструкції двигуна, а саме камери згоряння, форми поршня, системи подачі палива тощо дозволило легшим і дешевшим двигунам V8 перевершити двигуни V12 за продуктивністю.

### 1945-1960-ті роки

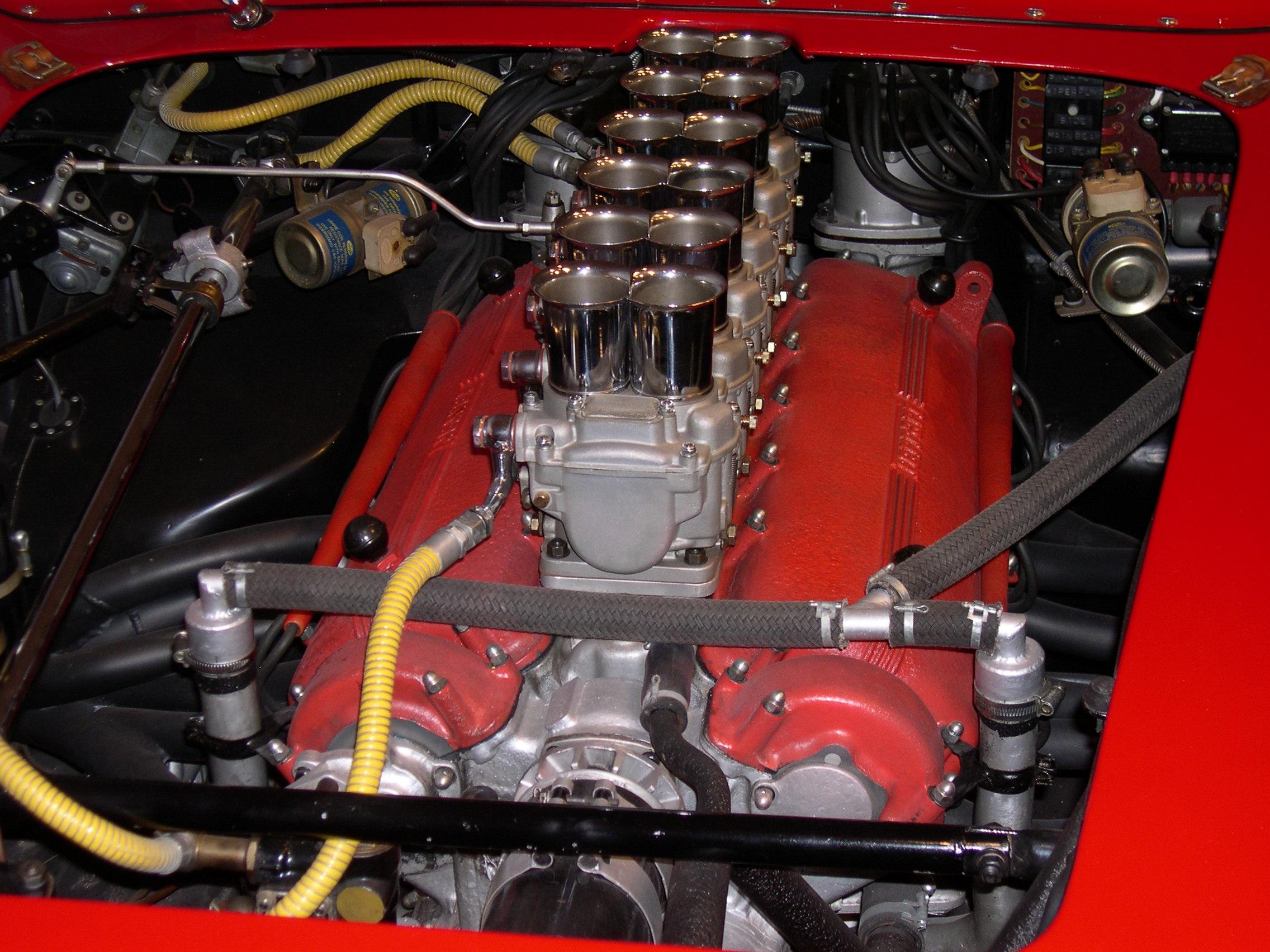
Двигун Ferrari Colombo 1961 року в Ferrari 250TR Spyder

Після закінчення Другої світової війни економічна економія та зміни у смаках у багатьох європейських країнах призвели до загибелі розкішних автомобілів з двигунами V12 у 1940-х та 1950-х роках. Лінкольн продовжив обмежене виробництво розкішних автомобілів з двигунами V12 з 1946 по 1948 рік. Протягом 1950-х років американські виробники зосереджувалися на постійному вдосконаленні двигунів V8 та їхніх характеристик, що призвело до першої «війни кінських сил» у 1960-х.
В Італії Енцо Феррарі представив свій перший легковий автомобіль, Ferrari 166 Inter, у 1948 році та оснастив його 2,0 л (122 куб. дюймів) Двигун Colombo V12. Незадоволений надійністю та грубістю свого Ferrari 250 GT, Ферруччо Ламборгіні хотів розробити власні легкові автомобілі, які були б культурнішими та надійнішими, ніж автомобілі, вироблені Ferrari. Його першим легковим автомобілем, grand tourer, був 350 GT з 3,5 л (214 куб. дюймів) двигун DOHC. Обидва виробники мають довгу історію виробництва транспортних засобів з двигунами V12, яка триває безперервно донині.

### 1970-х років по теперішній час

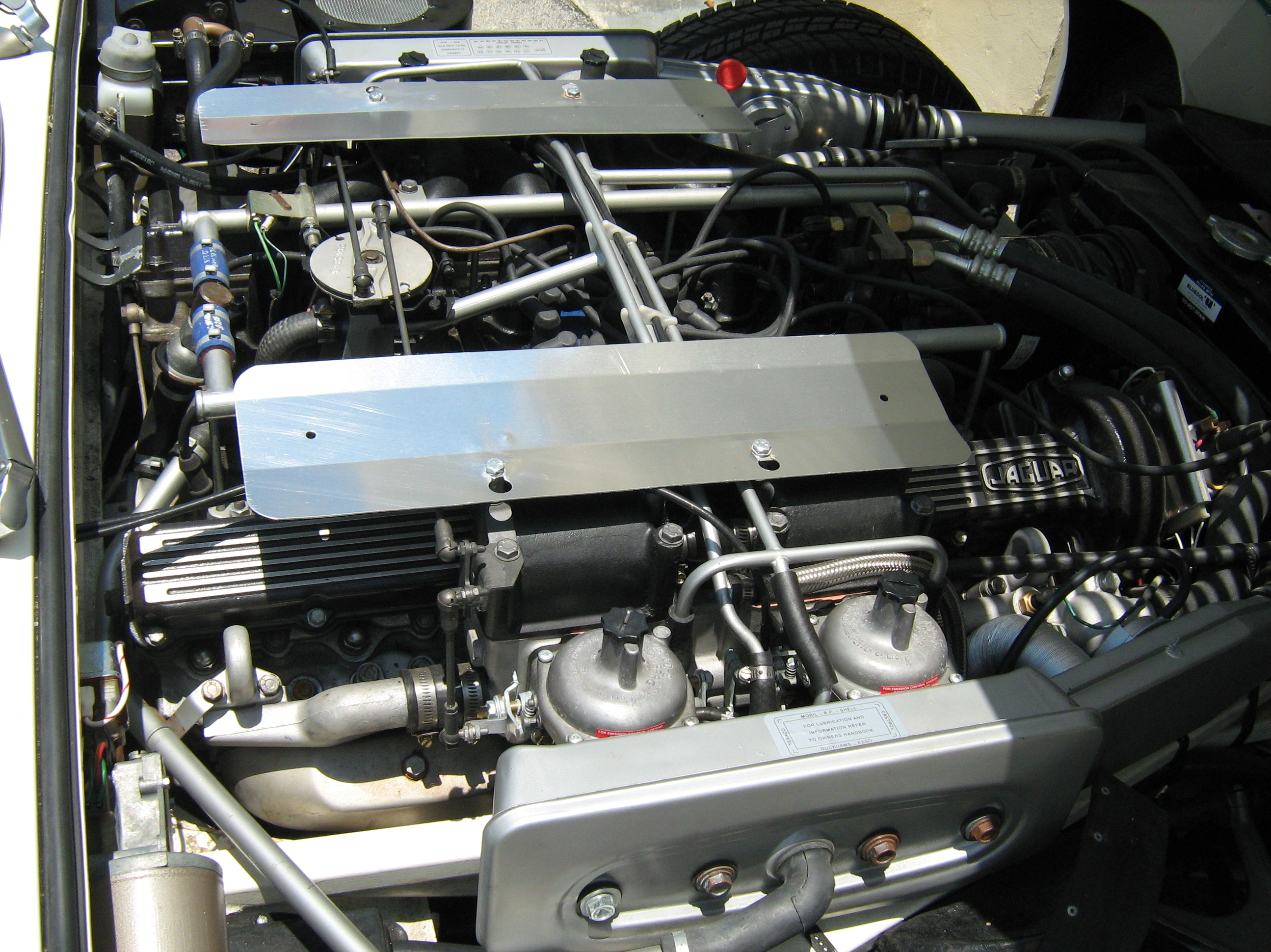
Двигун Jaguar V12 1971–1975 років

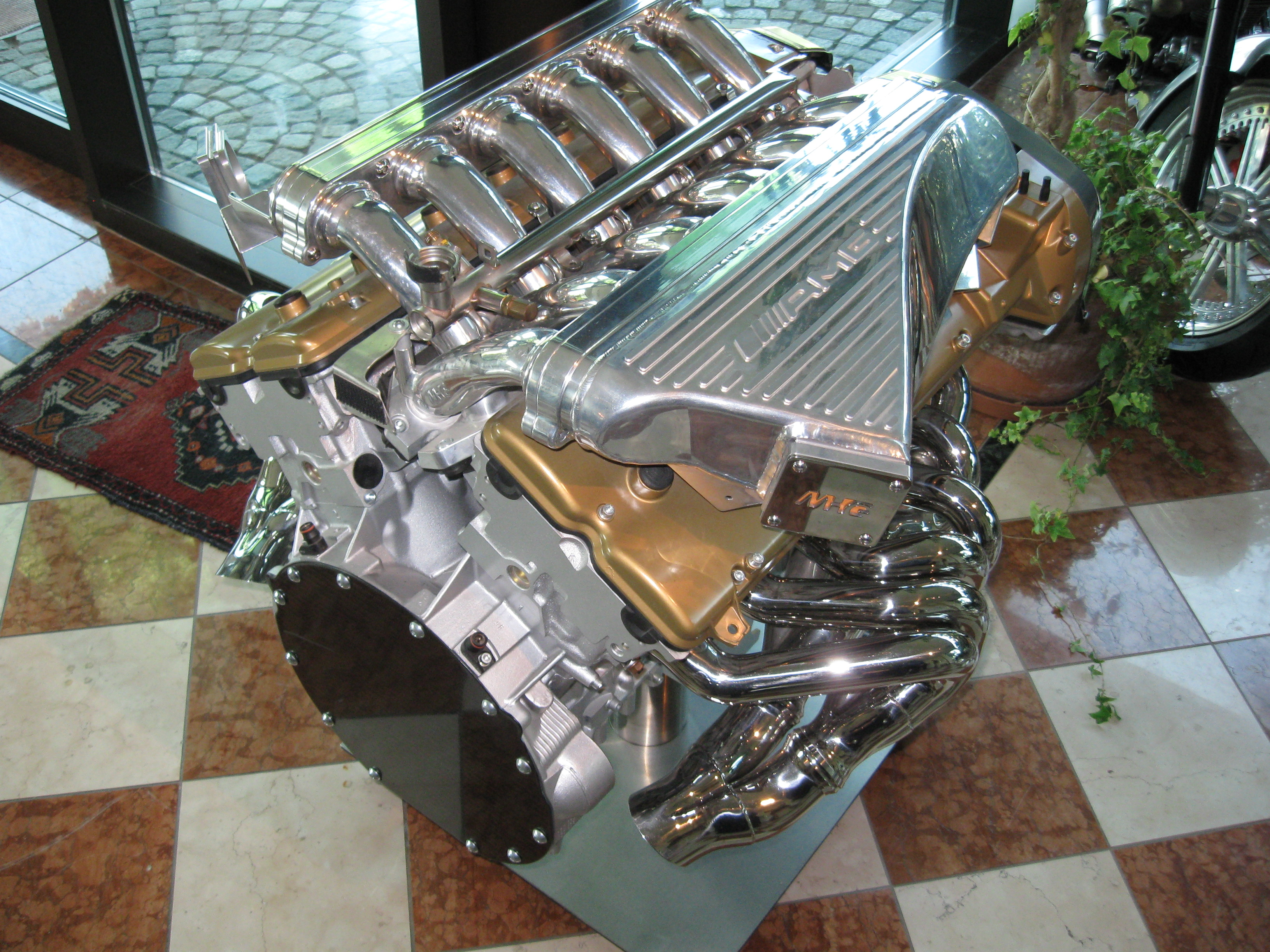
Двигун Mercedes-Benz M120 1991–1997 рр

У Європі декілька виробників додали двигуни V12 до своєї лінійки, як зазначено нижче:
- Jaguar: двигун Jaguar V12 мав повністю алюмінієву конструкцію SOHC з робочим 5,3–6,0 л (323–366 куб. дюймів), який випускався з 1971 по 1997 роки в E-Type, XJS і XJ. Першим застосуванням двигуна був 5.3 літрова версія, яка використовується в спортивному автомобілі Jaguar E-Type[14][15][16].
- BMW: Виробництво двигунів V12 почалося з двигуна BMW M70 SOHC, представленого в розкішному седані E32 7 серії 1987 року. Двигун також використовувався в E31 8 серії. Двигун був модернізований до двигуна DOHC V12 у 2003 році, а потім до двигуна DOHC V12 з турбонаддувом, який випускається з 2008 року по теперішній час у серії 7[17][18][19]. Двигуни BMW V12 також використовувалися в кількох моделях Rolls-Royce, починаючи з 1998 року з Rolls-Royce Silver Seraph.
- Mercedes-Benz: Першим двигуном V12 компанії був двигун Mercedes-Benz M120, 6,0 л (366 дюйм3) Двигун DOHC, представлений у розкішному седані Mercedes-Benz 600 SE 1991 року. Цей двигун був замінений двигуном SOHC V12 у 1998 році, а потім двигуном SOHC V12 з турбонаддувом, який випускається з 2003 року до теперішнього часу[20]. Двигуни Mercedes-Benz V12 також використовувалися в кількох моделях Maybach, починаючи з Maybach 57 і 62 у 2002 році.
- Aston Martin: 1999 Aston Martin DB7 V12 Vantage використовував перший двигун компанії V12, 5,9 л (362 дюйм3) дизайн DOHC. Варіанти цього двигуна використовувалися в Vanquish, DB9, DBS V12, Rapide, Virage та V12 Vantage. На зміну цьому двигуну прийшов двигун DOHC V12 з турбонаддувом, який був представлений на Aston Martin DB11 і випускається з 2016 року по теперішній час.
- Audi: Позашляховик Q7 2008–2012 років оснащувався двигуном Audi 6.0 V12 48v TDI, який був першим дизельним двигуном V12, який використовувався в серійному автомобілі.

### Автоспорт
Двигуни V12 часто використовувалися у Формулі-1, особливо з сезону 1966 по 1969 рік. Перший двигун V12, використаний у Формулі-1, був у гоночному боліді Honda RA271 1964 року, і продовжувався до гоночного автомобіля Honda RA301 1968 року. У сезоні 1966 року двигуни V12 стали популярними, з новими двигунами V12 від Ferrari, Maserati та Weslake. Двигун Ferrari дебютував у гоночному автомобілі Ferrari 312 і використовувався до Ferrari 312B 1975 року, після чого Ferrari перейшла на двигун Flat-12. Двигун Maserati був представлений в Cooper T81 і використовувався до Cooper T86 1969 року. Двигун Weslake V12 використовувався з 1966 по 1968 рік і був представлений в гоночному автомобілі Eagle Mk1. BRM виробляв двигуни V12 від гоночного автомобіля BRM P133 1968 року до BRM P207 1977 року. Двигун Matra Sports V12 був представлений у 1968 році в гоночному автомобілі Matra MS11 і використовувався до 1978 Ligier JS9. Протягом наступного десятиліття використовувалося небагато двигунів V12, за винятком Alfa Romeo V12, який вперше використовувався на Brabham BT48 1979 року, а потім на Alfa Romeo до Alfa Romeo 182 1982 року.

Formula One engines
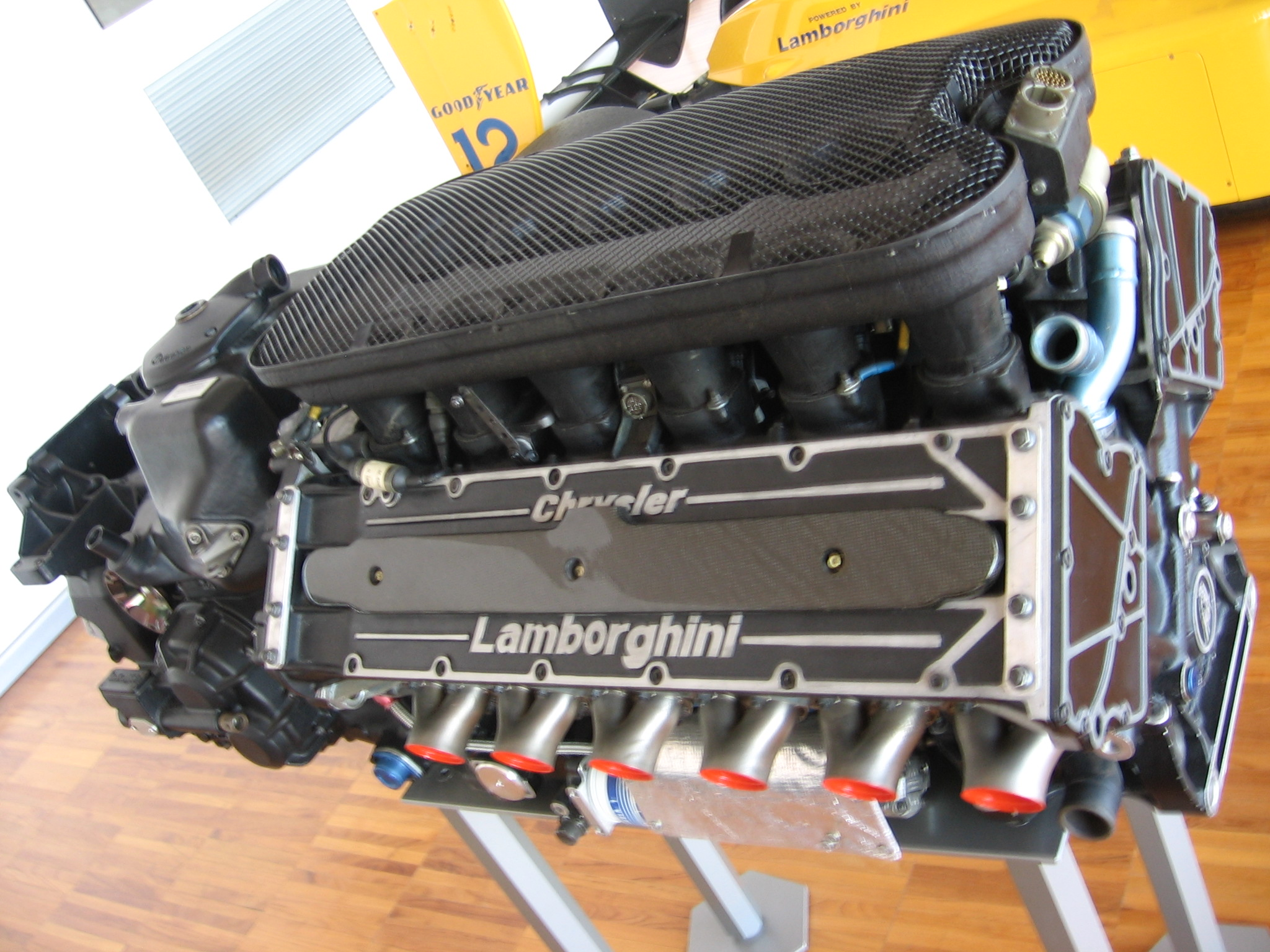
1989–1993 Lamborghini LE3512[en]
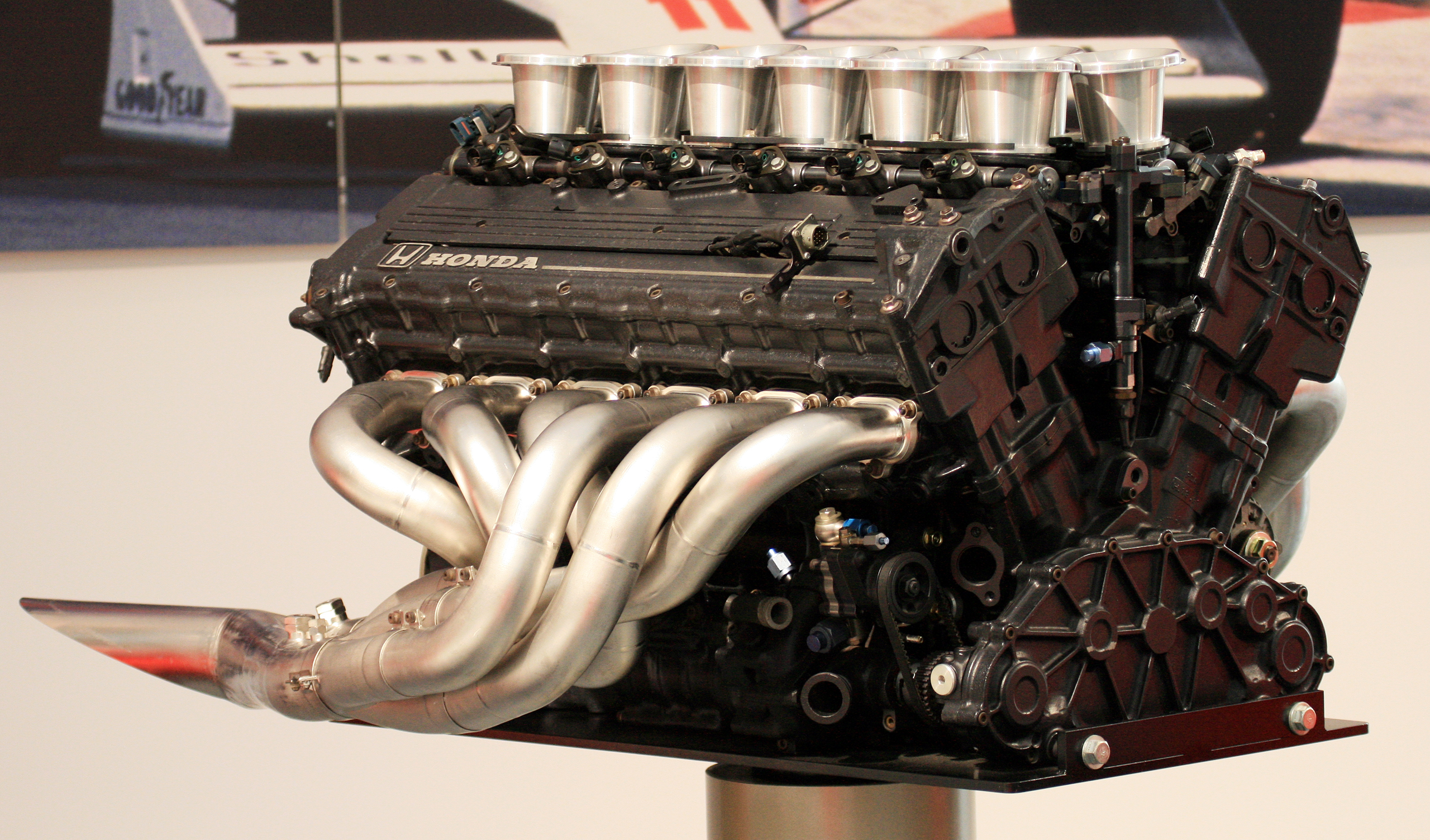
Honda RA121E 1991 року
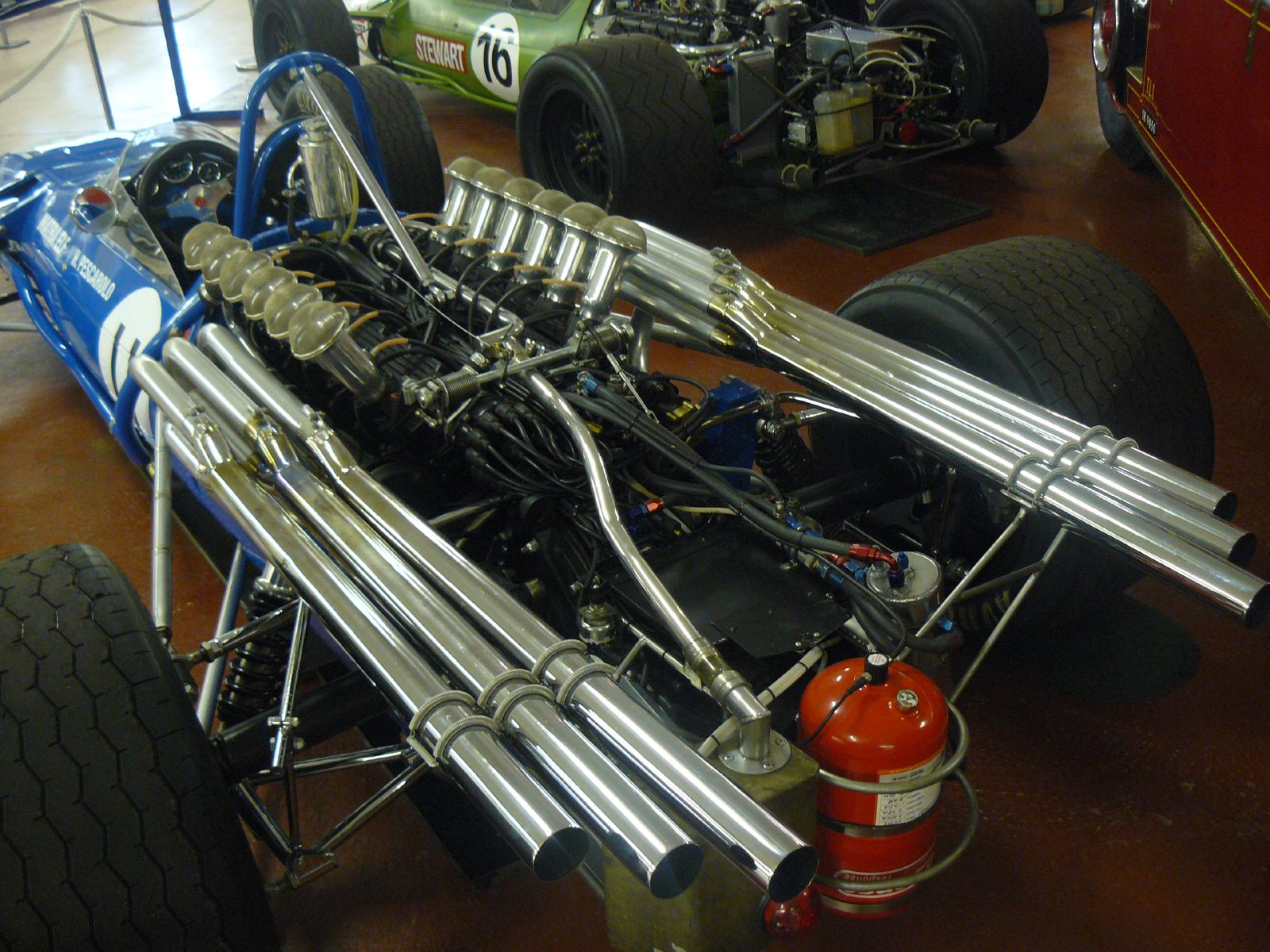
1968 Matra MS11

## Використання у вантажівках

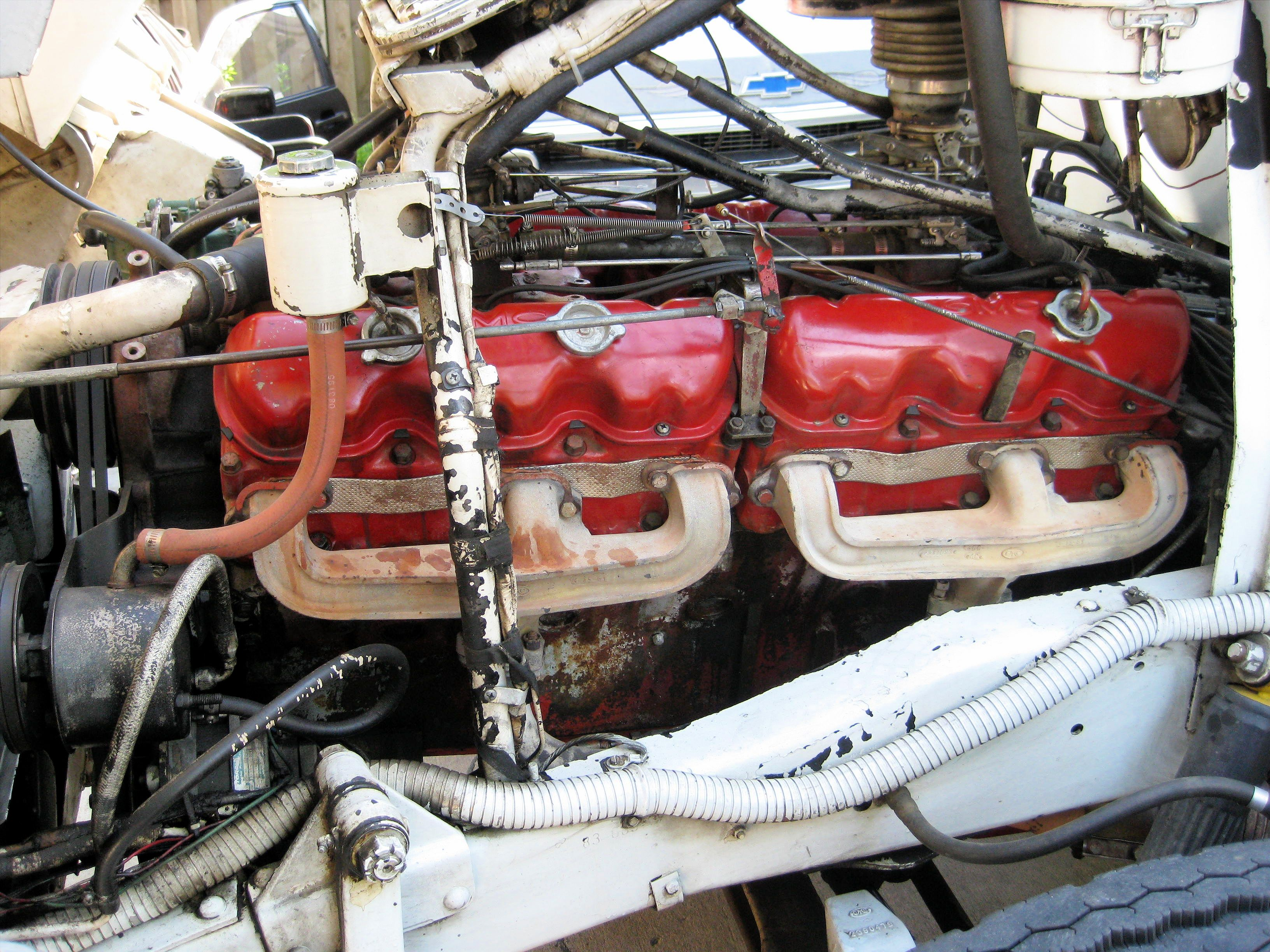
Двигун GMC Twin Six 1961 року

Кілька виробників вантажівок у різний час випускали дизельні двигуни V12. Наприклад, у моделі Tatra T813 1967–1982 років, виготовленій у Чехословаччині, використовувався атмосферний дизельний двигун V12 об’ємом 17,6 л (1074 куб. дюймів), а модель Tatra 815 випуску 1983 року по теперішній час доступна з дизельним двигуном V12 об’ємом 19,0 л (1159 куб. дюймів). як у атмосферному, так і в турбонаддувному варіанті. У Сполучених Штатах випускалися версії V12 Detroit Diesel Series 71 1938–1995 років, Detroit Diesel Series 149 1967–1999 років і Detroit Diesel Series 92 1974–1995 років. У Японії Isuzu виробляв атмосферні дизельні двигуни V12 об’ємом від 14,0 л (854 куб. дюймів) до 22,0 л (1343 куб. дюймів) у 1976–2000 роках для своїх важких вантажівок: New Power, 810 і Giga.

## Використання в залізничних локомотивах
Багато тепловозів використовують двигуни V12. Приклади включають 2,39 МВт (3200 к.с.) ЕМД 12-710 і 3,28 МВт (4400 к.с.) Двигун GEVO-12 (використовується в північноамериканських локомотивах GE ES44AC).
Двигуни V12, які використовуються в залізничних локомотивах, включають: 
| Виробник | Тип      | Діаметр                | Хід поршня           | Об'єм двигуна           | об/хв    | кВт  | кг   |
| -------- | -------- | ---------------------- | -------------------- | ----------------------- | -------- | ---- | ---- |
| MTU      | R43      | 170 мм (6,7 дюйм)      | 195 мм (7,7 дюйм)    | 53 113 см3 (53,113 л)   | 1800 рік | 2400 | 6000 |
| MTU      | 2000 рік | 130 мм (5,1 дюйм)      | 150 мм (5,9 дюйм)    | 23 892 см3 (23,892 л)   | 1800 рік | 600  | 3000 |
| EMD      | 710      | 230,1875 мм (9,1 дюйм) | 279,4 мм (11,0 дюйм) | 139 500 см3 (139,5 л)   | 950      | 2500 |      |
| GE       | 7FDL     | 228,6 мм (9,0 дюйм)    | 266,7 мм (10,5 дюйм) | 131 355 см3 (131,355 л) | 1050     | 2400 |      |
| Cummins  | Qs       | 170 мм (6,7 дюйм)      | 190 мм (7,5 дюйм)    | 51 751 см3 (51,751 л)   | 1800 рік | 2200 |      |
| ЛЮДИНА   | 2842     | 128 мм (5,0 дюйм)      | 145 мм (5,7 дюйм)    | 22 390 см3 (22,39 л)    | 2800     | 580  |      |
| КІШКА    | 3512     | 170 мм (6,7 дюйм)      | 215 мм (8,5 дюйм)    | 58 560 см3 (58,56 л)    | 1800 рік | 1500 |      |
| Перкінс  |          |                        |                      |                         |          |      |      |
| Варцила  | 200      |                        |                      |                         |          |      |      |

## Використання в бойових броньованих машинах

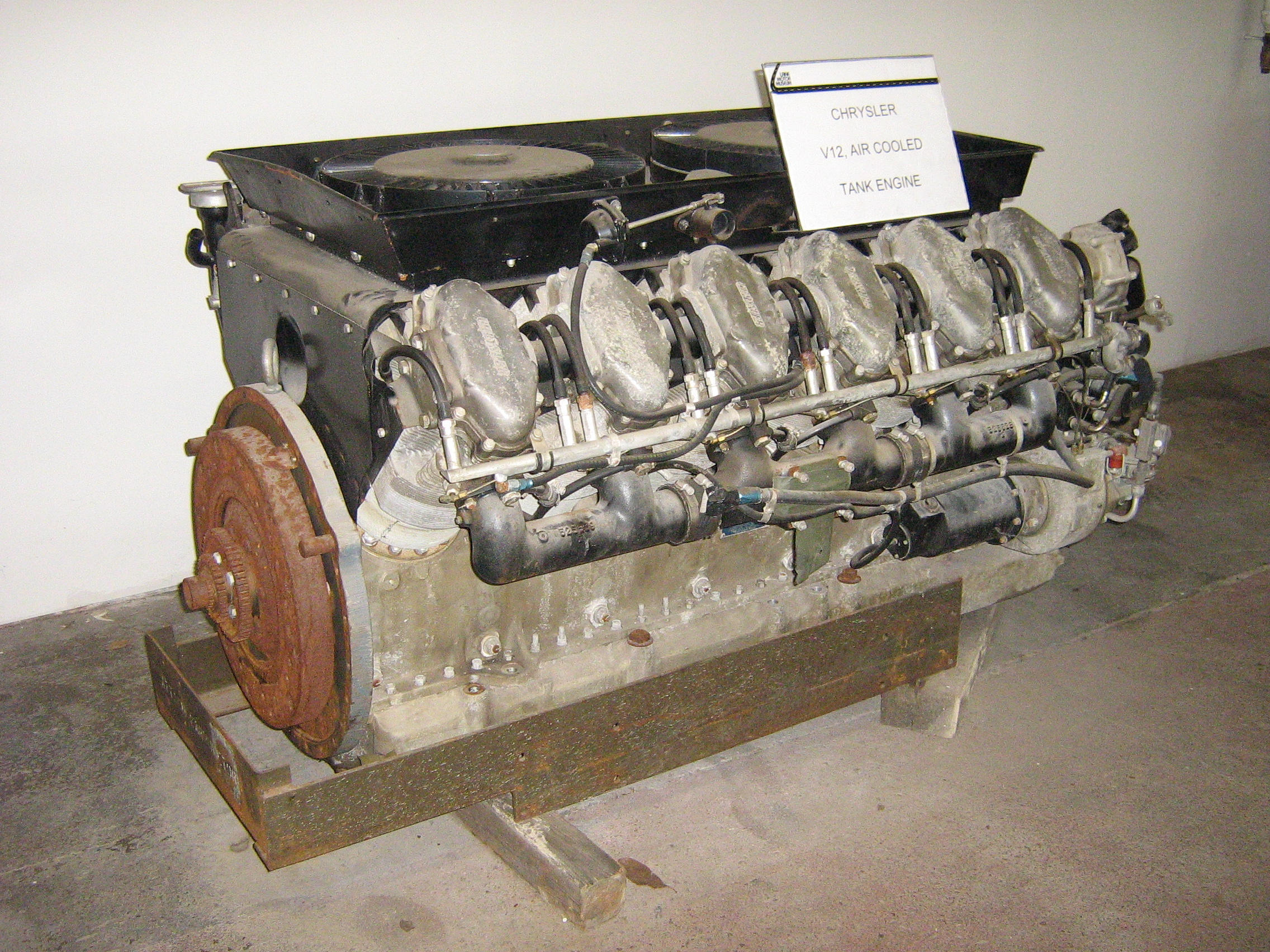
Прототип танкового двигуна Chrysler A65 1943 року

V12 є загальною конфігурацією двигуна для танків та інших бойових броньованих машин . Деякі приклади:
- Німецький бензиновий двигун HL120TRM, використовувався на танках Другої світової війни Panzer III, Panzer IV та інших танках на їх шасі. Maybach HL230 та його варіанти використовувалися на Panther, Tiger II, Jagdpanther, Jagdtiger (HL230 P30), а потім на Tiger I та Sturmtiger, які використовували HL230 P45.
- Британський бензиновий двигун Rolls-Royce Meteor (похідний від авіаційного двигуна Rolls-Royce Merlin ), використовувався в танках Cromwell і Comet Другої світової війни, а пізніше в танках Centurion і Conqueror . Танк Challenger 2 оснащувався Perkins CV12-6A 26,6 л (1623 куб. дюймів) дизельний двигун.
- Радянський харківський дизельний двигун V-2, який використовувався в танках Другої світової війни Т-34, танках Климента Ворошилова та важкому танку ІС-2. Модель V-44 12-цил. Дизель об’ємом 38,88 л використовувався на Т-44 кінця війни. Дизельний двигун V-12 використовується на Т-72, в основному наддувний варіант V-2.
- Американський двигун Continental AV1790, що випускається в бензиновому і дизельному варіантах, використовується на всіх версіях танка Patton і на важкому танку M103 . Прототип двигуна Chrysler A65 V12 був випробуваний на танку M4 Sherman в 1943 році, але до виробництва він не дійшов[21][22].
- Французький дизельний двигун Poyaud V12XS25 використовується на AMX-40. Maybach HL 295 (повторення Maybach HL234, пізнішої версії Maybach HL230) також використовувався на важкому танку AMX-50 .
- Японський дизельний двигун V-12 з повітряним охолодженням Mitsubishi SA12200VD використовується на середньому танку Type 97 Chi-Ha . Дизель Mitsubishi Type 100 з повітряним охолодженням V-12 також використовувався на самохідній гарматі Type 4 Ho-Ro.